# Hiroshima Thunders
Gli Hiroshima Thunders (広島サンダーズ?) sono una società pallavolistica maschile giapponese, con sede ad Hiroshima: militano nel campionato giapponese di SV.League; il club appartiene alla Japan Tobacco.

## Storia
L'Hiroshima Regional Monopoly viene fondato nel 1931 come società di pallavolo a 9, per poi diventare un club di pallavolo tradizionale nel 1957, dopo aver abbreviata la propria denominazione ufficiale in Hiroshima Monopoly. Dopo la nascita del campionato giapponese prende subito parte al massimo livello della competizione, classificandosi in svariate occasioni al secondo e al terzo posto. Il club muta denominazione altre tre volte nel corso di un decennio tra metà anni ottanta e metà anni novanta, passando a chiamarsi Japan Tobacco, poi JT e poi ancora JT Thunders, assumendo la classica forma con il nome dell'azienda seguito da un nickname.

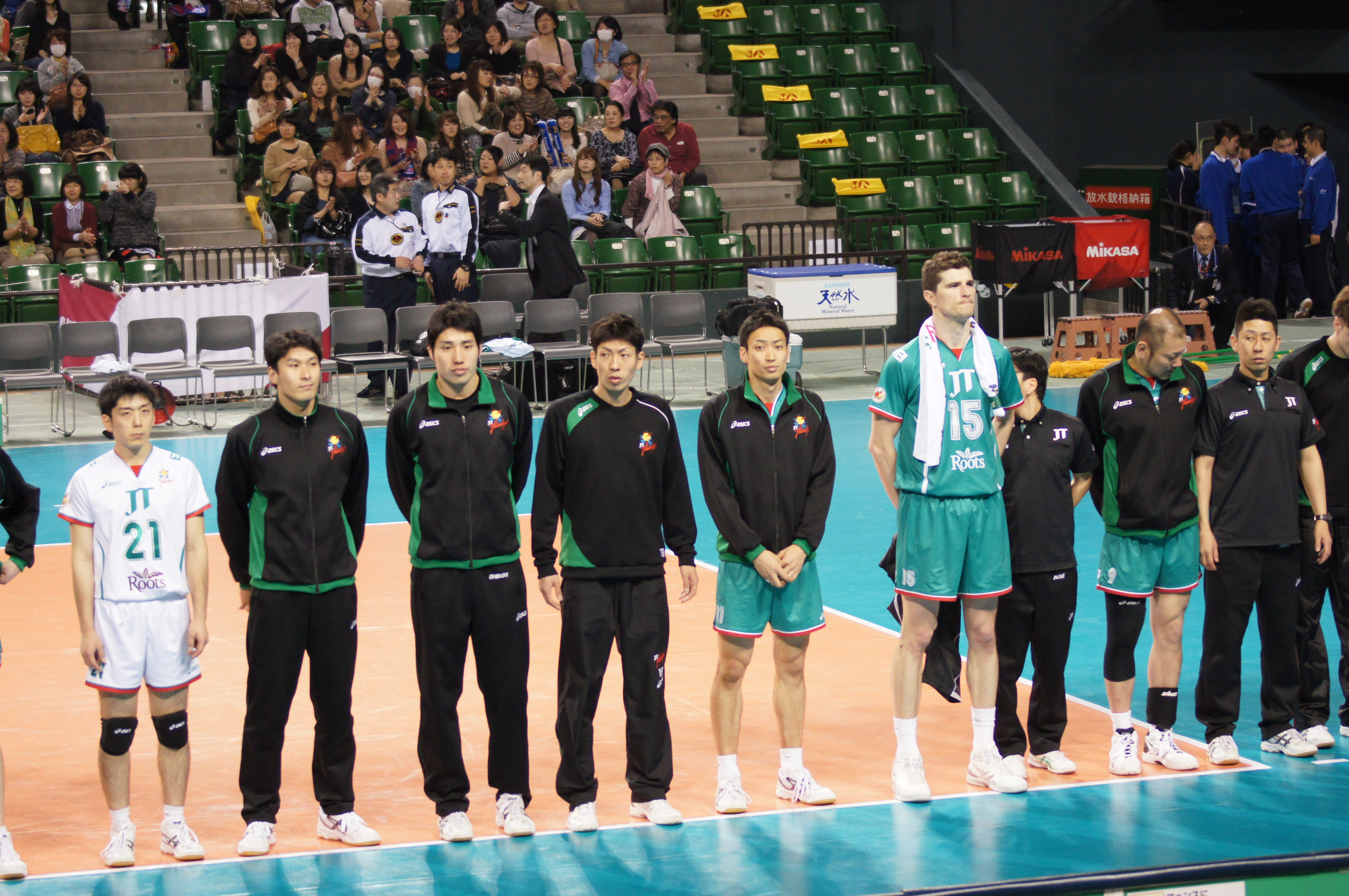
Pallavolisti dei JT Thunders nella stagione 2012-13

 Solo negli anni duemila arrivano i primi successi, grazie alle due affermazioni nel Torneo Kurowashiki del 2001 e del 2004 e alla vittoria nella prima edizione della Coppa dell'Imperatore; dopo diverse stagioni senza successi il club si laurea per la prima volta campione del Giappone nel 2014-15. A questo successono seguono la conquista della terza Coppa dell'Imperatore e di due edizioni del Torneo Kurowashiki (nel 2016 e nel 2017), mentre dal 2019 passano a chiamarsi JT Thunders Hiroshima.
Nel 2024, in seguito all'avvento della SV.League, cambiano ancora la propria denominazione, questa volta in Hiroshima Thunders.

## Rosa 2024-2025
| N° | Nome             | Ruolo | Data di nascita   | Nazionalità sportiva |
| -- | ---------------- | ----- | ----------------- | -------------------- |
| 1  | Takuya Yasunaga  | C     | 27 marzo 1990     | Giappone             |
| 2  | Oreol Camejo     | S     | 22 luglio 1986    | Cuba                 |
| 3  | Makoto Nishimura | L     | 7 ottobre 1998    | Giappone             |
| 4  | Hiromasa Miwa    | C     | 17 dicembre 1999  | Giappone             |
| 5  | Shinichiro Inoue | S     | 21 dicembre 1994  | Giappone             |
| 6  | Issei Maeda      | P     | 22 settembre 1991 | Giappone             |
| 7  | Yudai Arai       | O     | 27 giugno 1998    | Giappone             |
| 8  | Kōshi Takechi    | S     | 1º gennaio 1996   | Giappone             |
| 9  | Kaisei Hirai     | C     | 7 febbraio 1999   | Giappone             |
| 11 | Junya Sakashita  | S     | 14 giugno 1998    | Giappone             |
| 12 | Keishiro Takaki  | L     | 3 settembre 2001  | Giappone             |
| 14 | Ataru Kumakura   | S     | 27 dicembre 1995  | Giappone             |
| 15 | Taishi Karakawa  | L     | 12 agosto 1992    | Giappone             |
| 16 | Chihiro Nishi    | C     | 8 novembre 1997   | Giappone             |
| 17 | Masaki Kaneko    | P     | 23 ottobre 1997   | Giappone             |
| 18 | Shōhei Yamamoto  | S     | 21 marzo 1991     | Giappone             |
| 19 | Felipe Roque     | O     | 19 maggio 1997    | Brasile              |
| 20 | Daiki Abe        | P     | 16 febbraio 2000  | Giappone             |
| 21 | Shuto Kawaguchi  | C     | 9 agosto 2000     | Giappone             |

## Palmarès
- Campionato giapponese: 1

2014-15
- Coppa dell'Imperatore: 3

2007, 2014, 2018
- Torneo Kurowashiki: 4

2001, 2004, 2016, 2017

## Denominazioni precedenti
- 1931-1949: Hiroshima Regional Monopoly
- 1949-1958: Hiroshima Monopoly
- 1958-1985: Monopoly Hiroshima
- 1985-1988: Japan Tobacco
- 1988-1994: JT
- 1994-2019: JT Thunders
- 2019-2024: JT Thunders Hiroshima